# Malomfalvay Gergely
Malomfalvay Gergely, Mártonfalvai, Malomfalvi  (1616 – Kismarton, 1669. április 21.) erdélyi születésű ferences rendi  szerzetes és rendfőnök, a 17. századi katolikus kegyességi irodalom képviselője.

## Élete
1638-ban lépett a rendbe és 1643-ban szentelték pappá, lector és hitszónok volt. Egy ismertető szerint Malomfalvay Gergely „1652-ben Eszterházy László, a nádor fia mellé került udvari papnak”. Ismeretes, hogy Eszterházy László ugyanabban az évben az augusztus 25-i nagyvezekényi csatában elesett. Malomfalvay Gergely első kinyomtatott munkája 1653-ban jelent meg Bécsben. 1654-ben a rend provinciálisává (tartományfőnökévé) választották. Győrben rendházat alapított és 1655-ben a győri ferences templom építésekor elhelyezte az épület alapkövét. Ugyancsak 1655-ben Szlavóniába ment az akkor Szent Lászlónak nevezett rendházba. 1667-ben a cseh- és lengyelországi rendtartományok biztosa és visitatora lett. I. Lipót erdélyi püspökké nevezte ki, de a kinevezést nem fogadta el.
Halálának időpontjaként a korábban ismert 1669 . április 21. helyett  az Új magyar irodalmi lexikon az 1667. április 21. dátumot adja meg.

## Munkái
- Belső-képpen indító Tudomány Melyet, némely Theologus Doctoroknak diák irásihoz együgyü elmélkedéssel kapcholkodván, s, édes nemzetének üdvösséges lelki jókat kivánván. Az örökke-valosagnak gyürü-ébe foglalt, és Magyar nyelven tizen-két Elmélkedésre, s, meg-annyi jmádságra Osztott. Es utollyára, az tévelygő atyafiaknak-is, igaz hitet, s, következendő-képpen bóldog Örökké-valóságot kivánván: Az igaz hitnek némelly szükséges ágozatiról; Egy-néhány rövid és sommás letzkével meg jóbított. Seraphim Sz. Ferencz fiai közüll: Leg-méltatlamb és kissebbik Szerzetes .... Bécs, MDCLIII.
- Halottas Predikatzjo. Mellyet a Tek. és Nagys. Groff Ur Bottyani Adam, &c. ő Nagysága szerelmes házastársának, tudni-illik: Az Néhai Tek. és Nagys. Groff Formontin Katalin Asszonynak siralmas Temetésén, Német-Uyuarnal Szetn-Iuán havának X. Napján MDCLIII. eszt. prédikállott. Bécs, MDCLIV.